# Au Cœur De La Nuit
Au coeur de la nuit är ett musikalbum av den franska rockgruppen Téléphone. Albumet släpptes 20 oktober 1980.

## Låtlista
1. Au coeur de la nuit
2. Ploum ploum
3. Pourquoi n'essaies tu pas
4. Seul
5. Laisse tomber
6. Un homme+un homme
7. Les ils et les ons
8. Argent trop cher
9. Ordinaire
10. 2000 nuits
11. Fleur de ma ville
12. La laisse
13. Le silence

## Medverkande
- Jean-Louis Aubert - Sång, gitarr
- Louis Bertignac - Gitarr, sång
- Richard Kolinka - Trummor
- Corine Marienneau - Bas, sång